# Bandad järnmalm

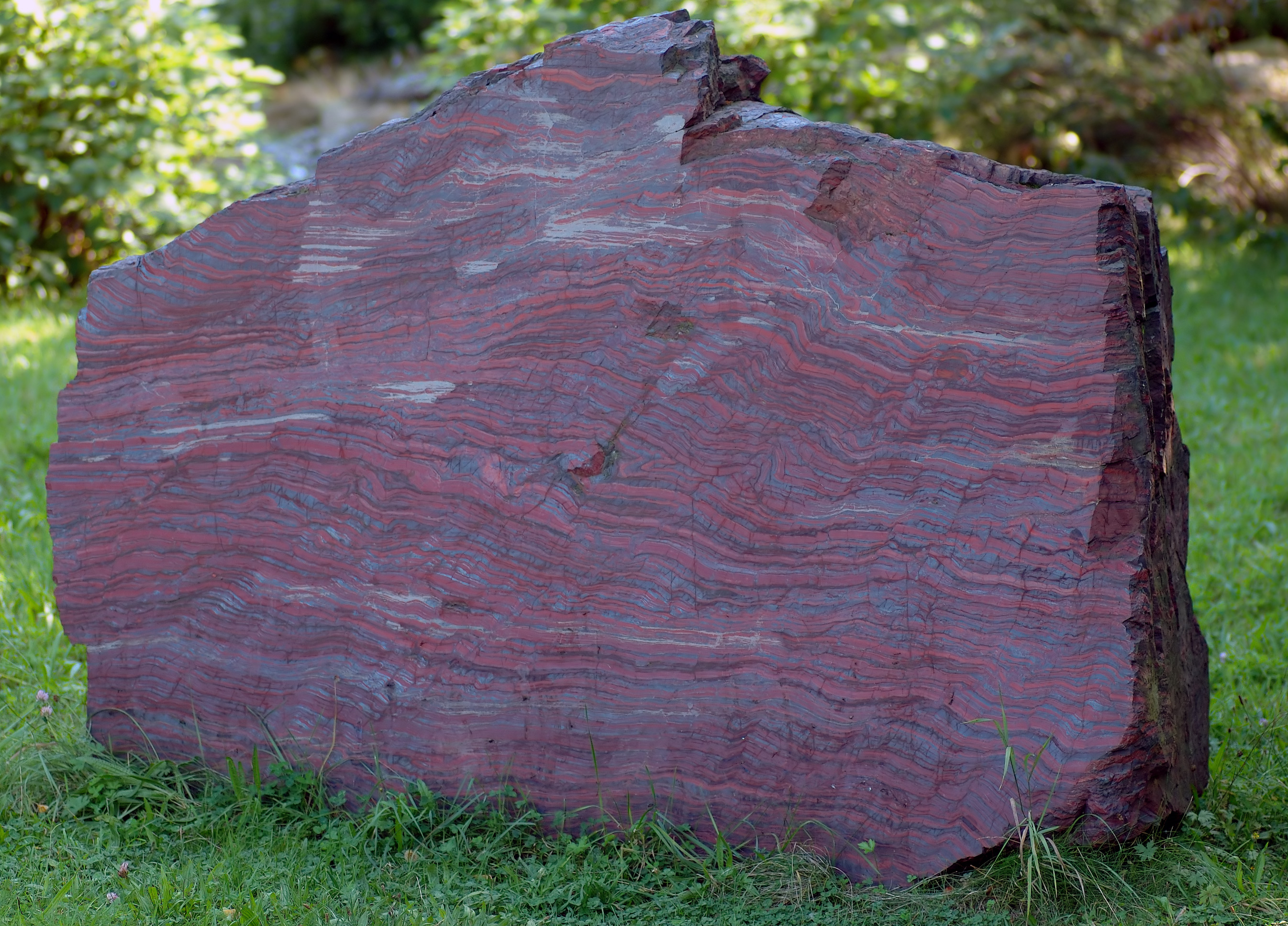
Två miljarder år gammal bandad järnmalm.

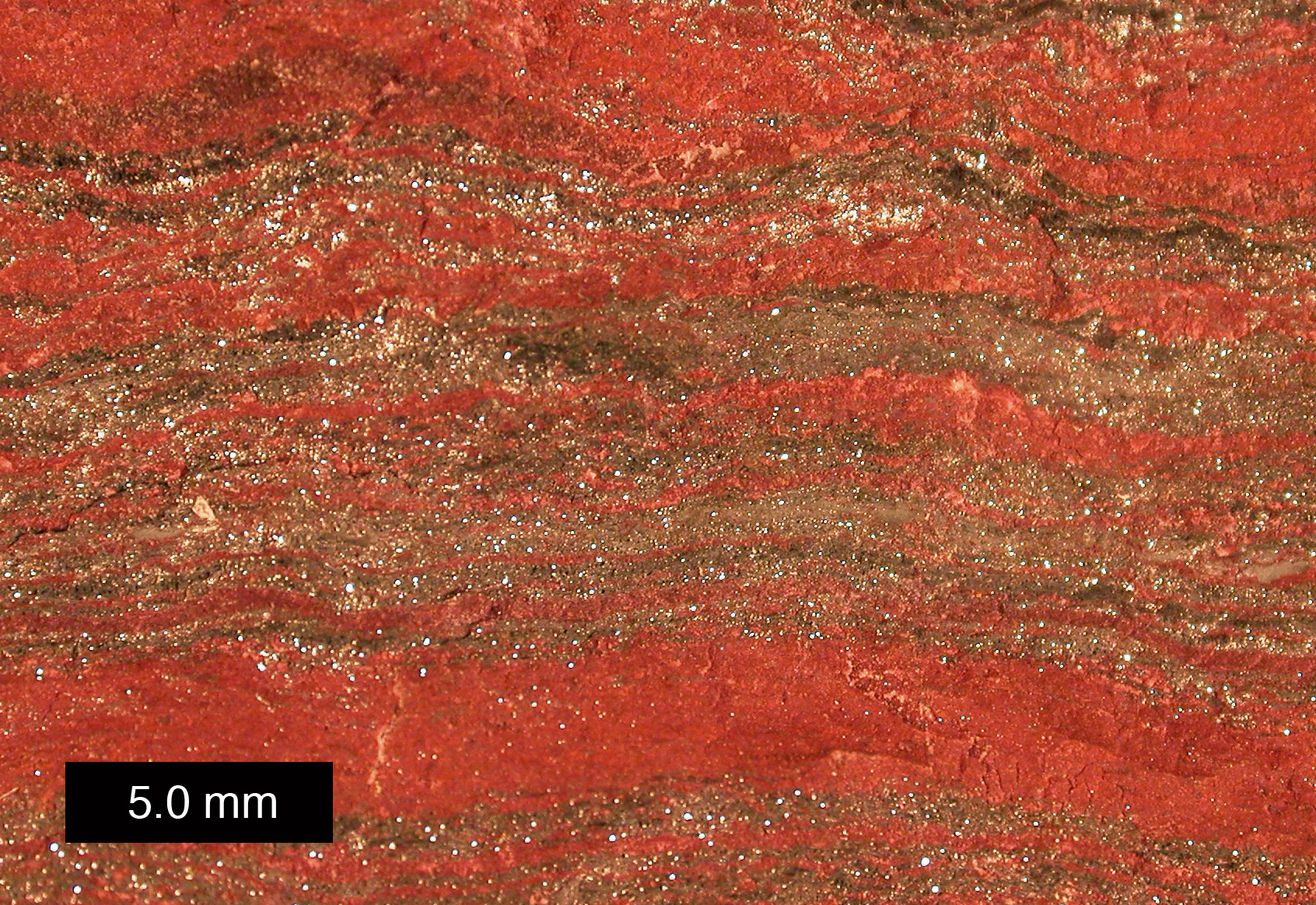

Bandad järnmalm, BIF (Banded Iron Formation), takonit, itabirit, är en typ av skiktade järnmalmsformationer som uppträder i sedimentära bergarter som bildats i grunt vatten. Formationerna består av kemiska avlagringar av järnoxid (magnetit eller hematit) varvat med band av skiffer och chert.
Bandad järnmalm förekommer i jordens äldsta bergarter, som bildades för drygt 3 000 miljoner år sedan med en maximal förekomst för omkring 2 500 miljoner år sedan. Bandformationerna blir betydligt ovanligare i bergarter som bildats för mindre än 1 800 miljoner år sedan. De dyker dock upp igen i sediment som bildades för 800–600 miljoner år sedan. 
Mängden syre som finns bundet i bandad järnmalm uppskattas till omkring tjugo gånger mängden syret i dagens atmosfär. Fyndigheter av bandad järnmalm kan vara flera hundra meter tjocka och utgör större delen av världens järnmalmstillgångar. 

## Bildning
Bandad järnmalm bildas genom att syre, som frigjorts av fotosyntetiserande cyanobakterier, tillsammans med upplöst järn bildar olöslig järnoxid. Järnoxiden har fällts ut på havsbotten som bestått av anoxisk lera som bildat skiffer och mikrokristallin kvarts.
Banden i dessa formationer liknar lager och man tror att den skiktade strukturen uppstått som en konsekvens av en cyklisk variation på syretillgången. Det är oklart hur långa dessa cykler varit. Man antar att jordens hav ursprungligen varit sura och järnhaltiga. Då syretillgången ökade genom de fotosyntetiserande organismerna fälldes mycket av järnet ut i form av järnoxid. Innan syrehalten i jordens atmosfär stabiliserats ska mindre variationer i syreproduktionen resulterat i de cykliska variationerna i tillgången på syre vid havsytan.
Geokemister har föreslagit att bandad järnmalm kan bildas genom oxidation av järn av autotrofa mikrober.
Den kemiska sammansättningen hos bandad järnmalm beror på det oxidationstillstånd under vilket järnoxiden utfällts. Nära kuster har stark oxidation gjort att mycket finkornig hematit varvats med chert eller jaspis. På havsbotten har en svagare oxidation gjort att syre- och järnrika silikater (till exempel greenalit) varvats med antingen magnetit eller, under mycket svag oxidation, kolrika bergarter.

## Yngre bandad järnmalm

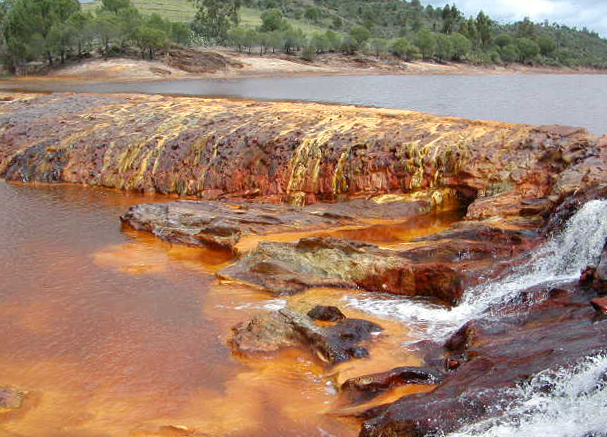
Järn vandrar från berg till vatten.

De sällsynta yngre förekomsterna av bandad järnmalm har fram till nyligen förklarats med ovanliga lokala förhållanden där kraftigt reducerad syretillgång möjliggjort järnhaltigt vatten som sedan kommit i kontakt med syrerikt vatten.
Teorin om Snöbollsjorden (Snowball Earth) ger en alternativ förklaring till de yngre förekomsterna av bandad järnmalm. Enligt teorin ska superkontinenten Rodinia och stora delar av jordens hav under en istid för 750–580 miljoner år sedan ha varit helt täckta av ett istäcke som varit flera kilometer tjockt och som bundit det mesta av syret i atmosfären. Bristen på syre ska ha möjliggjort bildandet av järnrika bergarter under denna period.

## Kommersiell betydelse
De största fyndigheterna finns i Brasilien (Morro do Urucum), Västaustralien (Hamersley Range), Kanada (Lake Superior), Ukraina (Kryvyj Rih) och Ryssland (Kursk). 
Dessa fyndigheter började exploateras genom den stordrift som gruvindustrin utvecklat efter andra världskriget. Utvecklingen har gjort att gruvindustrin globaliserats och högkvalitativa fyndigheter av bandad järnmalm (25–30 procent järn) står i dag för omkring hälften av världsproduktionen.